# Чарлс Басет
Чарлс Артър Басет (на английски: Charles Arthur „Art“ Bassett, II) е роден на 30 декември 1931 г. в Дейтън, Охайо. Американски инженер и тест пилот от USAF. Предвиден е за пилот на основния екипаж на космическия кораб Джемини 9.

## Образование
Чарлс Басет завършва колежа Berea High School в Охайо през 1950 г. От 1950 до 1952 г. следва в Университета на щата, след което се прехвърля Тексакия технологичен колеж (сега Тексаски технически университет). Завършва през 1960 г. с бакалавърска степен по електроинженерство.

## Военна кариера
Басет завършва училище за пилоти към USAF и школа за експериментални тест пилоти в авиобазата Едуардс, Калифорния. Служи в USAF като тест пилот и авансира до чин капитан. Участва в различни експериментални проекти в авиобазата Едуардс. В кариерата си има повече от 3600 полетни часа, от тях над 2900 часа на реактивни самолети.

## Служба в НАСА
Избран за астронавт от НАСА на 17 октомври 1963 г., Астронавтска група №3. На 8 ноември 1965 г. получава първото си назначение. Определен е за пилот на космическия кораб Джемини 9. Загива на 28 февруари 1966 г. заедно с Елиът Сий при тренировъчен полет с учебен реактивен самолет Т – 38 на тридесет и четири годишна възраст, два месеца преди своя първи полет в Космоса. Погребан е в Националното военно гробище Арлингтън.

## Личен живот
Чарлс Басет е женен за Джан. След трагичния инцидент оставя вдовица и две деца.